# Caligo aristophanes
Caligo aristophanes är en fjärilsart som beskrevs av Hans Fruhstorfer 1912. Caligo aristophanes ingår i släktet Caligo och familjen praktfjärilar. Inga underarter finns listade i Catalogue of Life.